# Waleria Fegler
Waleria Fegler-Bielińska (ur. 9 kwietnia 1910 w Chersoniu, zm. 20 sierpnia 1984 w Lęborku) – polska nauczycielka i polityk, posłanka na Sejm PRL III kadencji (1961–1965).

## Życiorys
Po ukończeniu szkoły średniej w Lidzie studiowała przez krótki okres w Wyższej Szkole Sztuk Pięknych w Wilnie, później przeniosła się do Państwowego Instytutu Robót Ręcznych w Warszawie. Po zakończeniu nauki powróciła do Lidy, gdzie do 1937 uczyła w miejscowej szkole podstawowej. Od 1937 do 1939 była pracowała w gimnazjum i liceum w Nieświeżu. W latach okupacji radzieckiej zatrudniona została jako nauczyciel w szkole radzieckiej. Podczas okupacji niemieckiej pracowała w biurze rolnym jako urzędniczka. 
Po zakończeniu wojny w 1944 podjęła pracę w gimnazjum w Ostrowi Mazowieckiej (do 1950). W 1950 wyjechała na Pomorze i osiadła w Lęborku, gdzie nauczała w Liceum Pedagogicznym oraz była dyrektorką Liceum Pedagogicznego dla Wychowawczyń Przedszkoli. 
W 1947 wstąpiła do Stronnictwa Demokratycznego. Była wieloletnią radną Powiatowej Rady Narodowej w Lęborku. W wyborach w 1961 uzyskała mandat posłanki na Sejm PRL z okręgu Gdynia, zasiadała w Komisji Kultury i Sztuki oraz Komisji Pracy i Spraw Socjalnych.
Została odznaczona Medalem Komisji Edukacji Narodowej, Krzyżem Kawalerskim Orderu Odrodzenia Polski oraz Odznaką „Zasłużonemu Działaczowi Stronnictwa Demokratycznego”.
Została pochowana na cmentarzu parafialnym w Lęborku.